# Cornered
"Cornered" es el sexto episodio de la cuarta temporada de la serie de drama criminal de la televisión estadounidense Breaking Bad, y el episodio 39 en general de la serie. Se emitió originalmente en AMC en los Estados Unidos el 21 de agosto de 2011.

## Trama
Otro camión de Los Pollos Hermanos es allanado por el cartel en el desierto. Esta vez, los dos guardias dentro del camión mueren encerrados cuando el humo del tubo de escape del camión sale disparado por las rejillas de ventilación y los miembros del cartel encuentran las tinas con metanfetamina azul.
Al día siguiente de la cena con Marie y Hank, Skyler está preocupada por Walter, sospechando que está en peligro debido a la muerte de Gale Boetticher. Ella le ruega que admita que está en peligro y se entregue. Walt reacciona enojado, despotricando sobre su importancia en el tráfico de drogas e insinuando que él mismo mató a Gale, señalando que "él es el peligro", lo que lleva a Skyler a tomar a su hija Holly y huir de la casa. Ella considera escapar a Colorado en el Monumento a las Cuatro Esquinas, pero finalmente lo reconsidera.
Esa noche, Walt recibe las llaves del lavado de autos de Bogdan y se venga de sus insultos pasados haciendo que Bogdan deje atrás su primer dólar ganado enmarcado, que Walt usa para comprar un refresco. Más tarde, Walt cede a las súplicas de Walter Jr. por un auto nuevo y le compra un Dodge Challenger.
Walter se encuentra con Jesse en el laboratorio y cuestiona sus frecuentes trabajos con Mike. Jesse responde enojado que finalmente se siente útil y acusa a Walt de desacreditar sus logros. Mientras discuten, Walt se da cuenta de que Gus está tratando de abrir una brecha entre ellos. Cuando terminan de cocinar, Mike llama a Jesse para otro recado, dejando a Walt solo para limpiar. Enfurecido, Walt soborna a tres trabajadoras de la lavandería para que le ayuden a limpiar el laboratorio. Al terminar el trabajo, Tyrus Kitt aparece y le dice a Walter que enviará a las trabajadoras de regreso a Honduras.
Jesse y Mike exploran una casa de drogas que vende la metanfetamina azul del camión secuestrado, pero Jesse se impacienta y engaña a uno de los usuarios de la metanfetamina para que le deje entrar en la casa, donde deja inconsciente al otro. Mike ve las palabras "¿Estás listo para platicar?" escritas en el bote robado. Gus es informado por Mike en un restaurante esa noche y decide tratar de negociar con el cartel. Fuera del restaurante, Gus felicita el trabajo de Jesse en las misiones con Mike, lo que aumenta aún más su autoestima y lealtad.
Skyler regresa a casa, pero le dice a Walt que devuelva el Dodge Challenger porque contradice su historia de fachada. Cuando Walt se excusa diciéndole que lo hace para protegerlos, ella reconoce que Walter Jr. estará resentido con ella, pero le dice fríamente a Walt que "alguien tiene que proteger a esta familia del hombre que protege a esta familia".

## Elogios
Debido a su actuación, Anna Gunn fue nominada para el Premio Primetime Emmy a la Mejor Actriz de Reparto en una Serie Dramática para la 64.ª edición de los Premios Primetime Emmy.
Aunque son acreditados, Bob Odenkirk, Dean Norris y Betsy Brandt no aparecen en este episodio.

## Recepción
Seth Amitin, que revisó para IGN, otorgó al episodio 9,5 sobre 10 y lo calificó como un "episodio extraordinario de arriba a abajo". Alan Sepinwall de HitFix dijo que el episodio era su "episodio favorito de la temporada 4 hasta la fecha". Donna Bowman de The AV Club le dio al episodio una "B+". En 2019, The Ringer clasificó a "Cornered" como el 22.º mejor episodio de la serie en su ranking.